# Arnold Durig

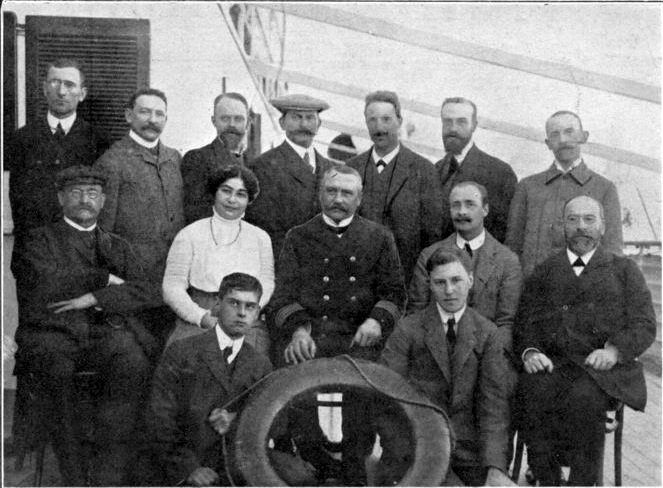
Foto della Spedizione di Teneriffa del 1910, Arnold During è il quinto, da sinistra a destra, della fila posteriore

Arnold Durig (Innsbruck, 12 novembre 1872 – Schruns, 18 ottobre 1961) è stato un fisiologo austriaco ricordato per le sue indagini che riguardavano aspetti fisiologici e fisiopatologici di individui esposti a condizioni di elevata altitudine.

## Onorificenze e riconoscimenti
- 1906: Premio Lieben (Accademia Imperiale delle Scienze, Vienna)
- 1917: Membro dell'Accademia Ceserea Leopoldina
- 1953: Membro corrispondente dell'Accademia Bavarese delle Scienze e delle Scienze Umane
- Croce dell'Ordine di Franz Joseph, con decorazione bellica
- Medaglia di merito militare (Austria-Ungheria)
- Decorazione d'onore per i servizi alla Croce Rossa, 1ª classe
- Medaglia di Croce Rossa, 1ª e 2ª classe (Prussia)
- Cittadino onorario della città di Vienna (1932)
- Freeman di Tschagguns
- A Montafon, le strade sono chiamate da Arnold Durig: Hofrat-Durig-Weg a Schruns e Hofrat-Durig-Straße nel quartiere Latschau di Tschagguns
- Arnold Durig e Lorenz Böhler sono commemorati dal Premio Durig-Böhler assegnato a Vorarlberg
- Il Premio Arnold Durig viene assegnato periodicamente dalla Società austriaca per la nutrizione e la Conferenza Arnold Durig Memorial è data alle riunioni annuali della società.

## Opere principali
- Beiträge zur Physiologie des Menschen im Hochgebirge. Internationales Institut für Hochgebirgsforschungen Monte Rosa 1903, 1904.
- Physiologische Ergebnisse der im Jahre 1906 durchgeführten Monte Rosa-Expedition (1909, seconda edizione 1911).
- Zum Ernährungsproblem Österreichs, 1920.
- Appetit : Vortrag, 1925.
- Die Grundlagen der praktischen Ernährungslehre, 1928.
- Über die physiologischen Grundlagen der Atemübungen, 1931.
- Über Blutdruck und Blutdruckmessung, 1932.[1]